# 曹孝伯
曹孝伯（？—前865年），即姬云，為春秋时代諸侯國曹國君主之一，是曹國第五任君主。他為曹宮伯兒子，承襲曹宮伯擔任該國君主。